# Jason Mitchell

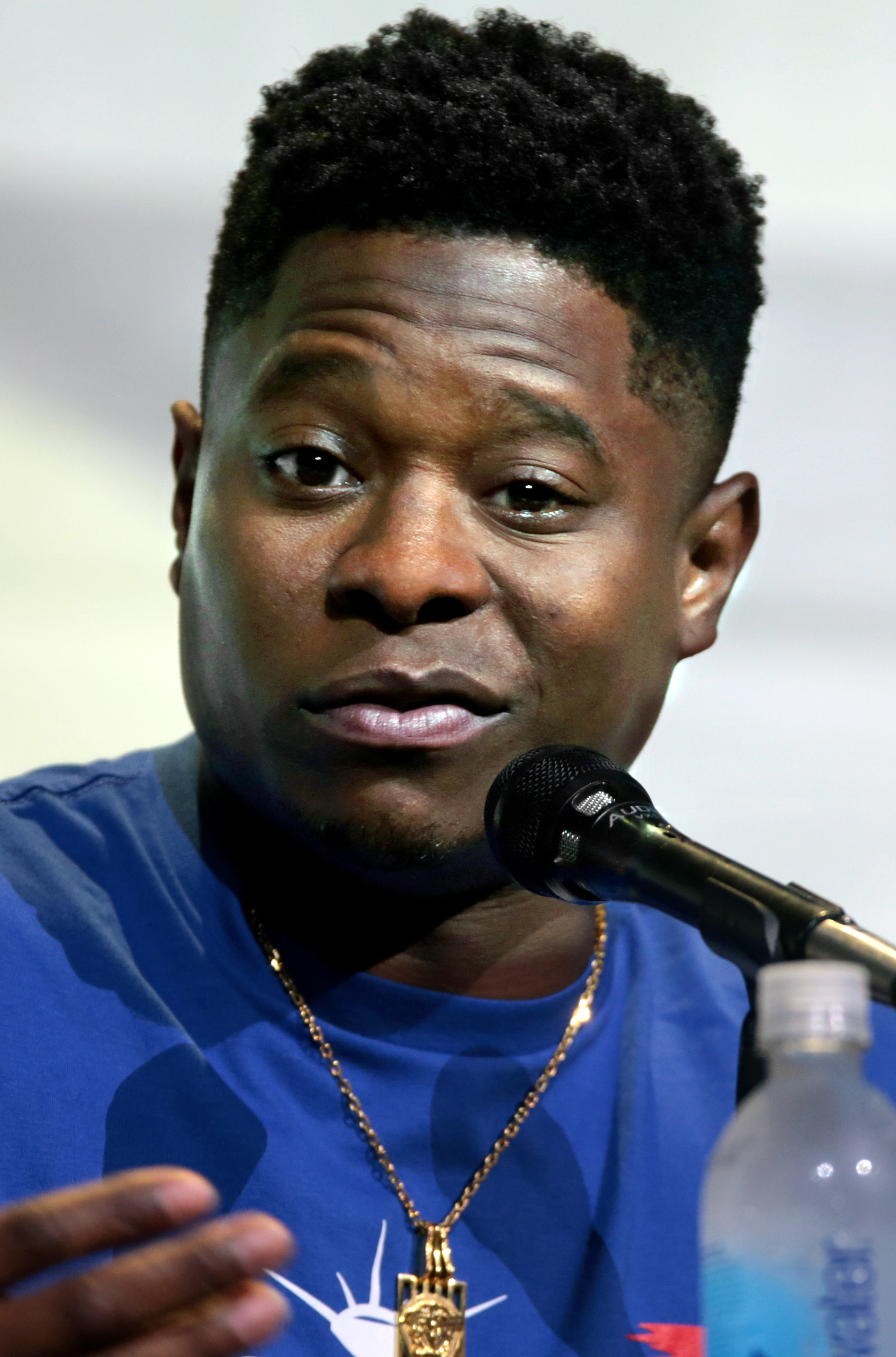
Jason Mitchell (2016)

Jason Mitchell (* 5. Januar  1987 in New Orleans, Louisiana) ist ein US-amerikanischer Filmschauspieler.

## Karriere
Mitchell tritt seit 2011 als Schauspieler in Erscheinung, zunächst in kleineren Rolle in Filmen wie Contraband (2012) und Dragon Eyes (2012). Seine erste große und ihn bekanntmachende Rolle ist die des Eazy-E in der Filmbiographie Straight Outta Compton (2015). Hierfür wurde er u. a. von der African-American Film Critics Association als Bester Nebendarsteller ausgezeichnet, außerdem erhielt er zwei Nominierungen für den Black Reel Award. Im Film Mudbound, der im Januar 2017 seine Premiere feierte, hatte Mitchell ebenfalls eine Rolle übernommen.

## Filmografie (Auswahl)
- 2011: Texas Killing Fields – Schreiendes Land (Texas Killing Fields)
- 2012: Contraband
- 2012: Dragon Eyes
- 2013: Broken City
- 2015: Major Crimes (Fernsehserie, Folge Snitch)
- 2015: Straight Outta Compton
- 2016: Keanu
- 2016: Vincent N Roxxy
- 2016: Barry
- 2017–2019: The Chi (Fernsehserie)
- 2017: Mudbound
- 2017: Kong: Skull Island
- 2017: The Disaster Artist
- 2017: Detroit
- 2018: Superfly
- 2018: Philip K. Dick’s Electric Dreams (Fernsehserie)
- 2019: The Mustang
- 2020: Zola